# Список космічних запусків українських ракет-носіїв

Емблема Державного космічного агентства України

У Спи́ску космі́чних за́пусків украї́нських раке́т-носії́в наведено перелік із 170 запусків ракет-носіїв українського виробництва, які було здійснено після 24 серпня 1991 року по 31 липня 2022. Завдяки цим запускам на орбіту Землі було виведено сотні супутників різного призначення.

## Історія створення Державного космічного агентства України

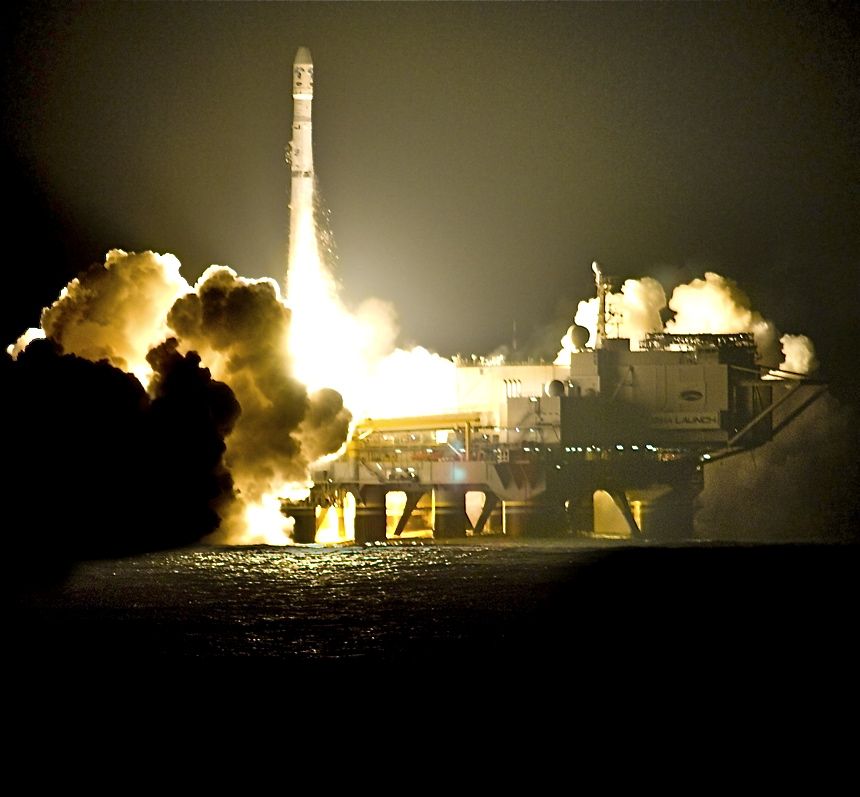
Зеніт-3SL під час запуску з Морського старту

1991 року, після розпаду СРСР, Україна успадкувала майже третину радянського ракетно-космічного потенціалу. Після оголошення Україною без'ядерного статусу міжконтинентальні бойові ракети, розташовані на території України, знято з бойового чергування та демонтовано, а вітчизняний ракетно-космічний комплекс переорієнтовано виключно на мирні цілі.
29 лютого 1992 року, Указом Президента при Кабінеті Міністрів України було створено Національне космічне агентство України, яке взяло під своє управління понад 30 конструкторських бюро, наукових організацій та установ, військових частин і промислових підприємств, які безпосередньо займалися космічною діяльністю. Серед них — дніпропетровські підприємства ДП "КБ «Південне» і ВО «Південний машинобудівний завод ім. О. М. Макарова», харківські — «Комунар», «Хартрон», НДІ радіовимірювань, київські — ЦКБ і завод «Арсенал», «Київприлад» і Київський радіозавод, Євпаторійський центр дальнього космічного зв'язку.

## Список українських ракет-носіїв
| #  | Назва          | Виробник          | Рік виробництва | Висота  | Маса             | Вантаж                | Вартість | Кількість запусків |
| -- | -------------- | ----------------- | --------------- | ------- | ---------------- | --------------------- | -------- | ------------------ |
| 1  | Зеніт-3SLBФ    | Південмаш         | 2011            | 59,6 м  | 471 000 кг       | 3 750 кг              | н.д.     | 4                  |
| 2  | Зеніт-3SLБ     | Південмаш         | 2008            | 59,6 м  | 471 000 кг       | 3 750 кг              | н.д.     | 11                 |
| 3  | Зеніт-3SL      | Південмаш         | 1999            | 59,6 м  | 462 200 кг       | 6 060 кг              | н.д.     | 36                 |
| 4  | Зеніт-2        | Південмаш         | 1985            | 57,0 м  | 460 000 кг       | 13 740 кг             | н.д.     | 36/21              |
| 5  | Циклон-2       | Південмаш         | 1963            | 39,7 м  | 182 000 кг       | 2 820 кг              | н.д.     | 14                 |
| 6  | Циклон-3       | Південмаш         | 1977            | 39,27 м | 187 000 кг       | 4 000 кг              | н.д.     | 33                 |
| 7  | Циклон-4М      | Південмаш         | 2022            | 38,7 м  | понад 274 700 кг | на 600 км до 5 000 кг | н.д.     | 0                  |
| 8  | Дніпро         | Південмаш         | 1999            | 34,3 м  | 211 000 кг       | 4 500 кг              | 29 млн $ | 22                 |
| 9  | Антарес        | OSC Південмаш     | 2013            | 40,5 м  | 329 000 кг       | 7 000 кг              | 85 млн $ | 16                 |
| 10 | Вега           | Avio Південмаш    | 2012            | 30,0 м  | 137 000 кг       | 1 500 кг              | 37 млн $ | 20                 |
| 11 | Скайрора       | Skyrora Limited   | 2018            | н.д.    | н.д.             | н.д.                  | н.д.     | 0                  |
| 12 | Файрфлай Альфа | Firefly Aerospace | 2019            | 29,0 м  | 54 000 кг        | 1 000 кг              | 10 млн $ | 0                  |

## Статистика кількості запусків ракет-носіїв, виготовлених в Україні
| Рік    | Антарес | Вега | Вега-С | Зеніт-3SLБ | Зеніт-3SL | Зеніт-2 | Циклон-2 | Циклон-3 | Дніпро | Всього | Всього пусків у світі | % від усіх світових пусків |
| ------ | ------- | ---- | ------ | ---------- | --------- | ------- | -------- | -------- | ------ | ------ | --------------------- | -------------------------- |
| 1991   |         |      |        |            |           | 0 (1)   | 1        | 3 (8)    |        | 4 (10) | 94                    | 10,6                       |
| 1992   |         |      |        |            |           | 4       |          | 5        |        | 9      | 97                    | 9,3                        |
| 1993   |         |      |        |            |           | 2       | 4        | 4        |        | 10     | 83                    | 12,0                       |
| 1994   |         |      |        |            |           | 4       | 1        | 7        |        | 12     | 93                    | 12,9                       |
| 1995   |         |      |        |            |           | 1       | 2        | 1        |        | 4      | 80                    | 5,0                        |
| 1996   |         |      |        |            |           | 1       | 1        | 1        |        | 3      | 77                    | 3,9                        |
| 1997   |         |      |        |            |           | 1       | 1        | 1        |        | 3      | 89                    | 3,4                        |
| 1998   |         |      |        |            |           | 2       |          | 1        |        | 3      | 82                    | 3,7                        |
| 1999   |         |      |        |            | 2         | 1       | 1        |          | 1      | 5      | 79                    | 6,3                        |
| 2000   |         |      |        |            | 3         | 2       |          | 1        | 1      | 7      | 84                    | 8,3                        |
| 2001   |         |      |        |            | 2         | 1       | 1        | 2        |        | 6      | 59                    | 10,2                       |
| 2002   |         |      |        |            | 1         |         |          |          | 1      | 2      | 65                    | 3,1                        |
| 2003   |         |      |        |            | 3         |         |          |          |        | 3      | 63                    | 4,8                        |
| 2004   |         |      |        |            | 3         | 1       | 1        | 1        | 1      | 7      | 54                    | 13,0                       |
| 2005   |         |      |        |            | 4         |         |          |          | 1      | 5      | 55                    | 9,0                        |
| 2006   |         |      |        |            | 5         |         | 1        |          | 2      | 8      | 66                    | 12,1                       |
| 2007   |         |      |        |            | 1         | 1       |          |          | 3      | 5      | 68                    | 7,4                        |
| 2008   |         |      |        | 1          | 5         |         |          |          | 2      | 8      | 69                    | 11,6                       |
| 2009   |         |      |        | 3          | 1         |         |          | 1        | 1      | 6      | 78                    | 7,7                        |
| 2010   |         |      |        |            |           |         |          |          | 3      | 3      | 74                    | 4,1                        |
| 2011   |         |      |        | 4          | 1         |         |          |          | 1      | 6      | 84                    | 7,1                        |
| 2012   |         | 1    |        |            | 3         |         |          |          |        | 4      | 76                    | 4                          |
| 2013   | 2       | 1    |        | 1          | 1         |         |          |          | 2      | 7      | 82                    | 8,5                        |
| 2014   | 3       | 1    |        |            | 1         |         |          |          | 2      | 7      | 92                    | 7,6                        |
| 2015   |         | 3    |        | 1          |           |         |          |          | 1      | 5      | 86                    | 5,8                        |
| 2016   | 1       | 2    |        |            |           |         |          |          |        | 3      | 85                    | 3,5                        |
| 2017   | 1       | 3    |        | 1          |           |         |          |          |        | 5      | 91                    | 5,5                        |
| 2018   | 2       | 2    |        |            |           |         |          |          |        | 4      | 114                   | 3,5                        |
| 2019   | 2       | 2    |        |            |           |         |          |          |        | 4      | 102                   | 3,9                        |
| 2020   | 2       | 2    |        |            |           |         |          |          |        | 4      | 114                   | 3,5                        |
| 2021   | 2       | 3    |        |            |           |         |          |          |        | 5      | 135                   | 3,7                        |
| 2022   | 1       |      | 1      |            |           |         |          |          |        | 2      |                       |                            |
| Всього | 16      | 20   | 1      | 11         | 36        | 22      | 14       | 33       | 22     | 175    |                       |                            |

## Список запусків
| №    | Дата              | Ракета-носій | Космодром                           | Корисне навантаження | Результат       |
| 1.   | 30 серпня 1991    | Зеніт-2      | Байконур                            | «Целіна-2» | аварія          |
| 2.   | 28 вересня 1991   | Циклон-3     | Плесецьк                            | «Космос-2157», «Космос-2158», «Космос-2159», «Космос-2160», Космос-2161", «Космос-2162» | успіх           |
| 3.   | 12 листопада 1991 | Циклон-3     | Плесецьк                            | «Космос-2165», «Космос-2166», «Космос-2167», «Космос-2168», «Космос-2169», «Космос-2170» | успіх           |
| 4.   | 18 грудня 1991    | Циклон-3     | Плесецьк                            | «Интеркосмос-25» | успіх           |
| 5.   | 2 лютого 1992     | Зеніт-2      | Байконур                            | «Целіна-2» | аварія          |
| 6.   | 13 липня 1992     | Зеніт-2      | Байконур                            | «Космос-2196», «Космос-2198», «Космос-2199», «Космос-2200», «Космос-2201», «Космос-2202» | успіх           |
| 7.   | 13 липня 1992     | Циклон-3     | Плесецьк                            | Космос-2197-2202 | успіх           |
| 8.   | 20 жовтня 1992    | Циклон-3     | Плесецьк                            | «Космос-2211», «Космос-2212», «Космос-2213», «Космос-2214», «Космос-2215», «Космос-2216» | успіх           |
| 9.   | 17 листопада 1992 | Зеніт-2      | Байконур                            | «Kocмос-2219» | успіх           |
| 10.  | 24 листопада 1992 | Циклон-3     | Плесецьк                            | «Космос-2221» | успіх           |
| 11.  | 22 грудня 1992    | Циклон-3     | Плесецьк                            | «Космос-2226» | успіх           |
| 12.  | 25 грудня 1992    | Зеніт-2      | Байконур                            | «Космос-2227» | успіх           |
| 13.  | 25 грудня 1992    | Циклон-3     | Плесецьк                            | «Космос-2228» | успіх           |
| 14.  | 26 березня 1993   | Зеніт-2      | Байконур                            | «Космос-2237» | успіх           |
| 15.  | 30 березня 1993   | Циклон-2     | Байконур                            | «Космос-2238» | успіх           |
| 16.  | 16 квітня 1993    | Циклон-3     | Плесецьк                            | «Космос-2242» | успіх           |
| 17.  | 28 квітня 1993    | Циклон-2     | Байконур                            | «Космос-2244» | успіх           |
| 18.  | 11 травня 1993    | Циклон-3     | Плесецьк                            | «Космос-2245», «Космос-2246», «Космос-2247», «Космос-2248», «Космос-2249», «Космос-2250» | успіх           |
| 19.  | 24 червня 1993    | Циклон-3     | Плесецьк                            | «Космос-2252», «Космос-2253», «Космос-2254», «Космос-2255», «Космос-2256», «Космос-2257». | успіх           |
| 20.  | 7 липня 1993      | Циклон-2     | Байконур                            | «Космос-2258» | успіх           |
| 21.  | 31 серпня 1993    | Циклон-3     | Плесецьк                            | «Метеор-2-21» | успіх           |
| 22.  | 16 вересня 1993   | Зеніт-2      | Байконур                            | «Космос-2263» | успіх           |
| 23.  | 17 вересня 1993   | Циклон-2     | Байконур                            | «Космос-2264» | успіх           |
| 24.  | 25 січня 1994     | Циклон-3     | Плесецьк                            | «Метеор-3-06» | успіх           |
| 25.  | 12 лютого 1994    | Циклон-3     | Плесецьк                            | «Космос-2268» «Космос-2269» «Космос-2270» «Космос-2271» «Космос-2272» «Космос-2273». | успіх           |
| 26.  | 2 березня 1994    | Циклон-3     | Плесецьк                            | «АУОС-СМ-КІ-ІК» (Коронас-И) | успіх           |
| 27.  | 23 квітня 1994    | Зеніт-2      | Байконур                            | «Космос-2278» | успіх           |
| 28.  | 25 травня 1994    | Циклон-3     | Плесецьк                            | «Целина-Д» | аварія          |
| 29.  | 26 серпня 1994    | Зеніт-2      | Байконур                            | «Космос-2290» | успіх           |
| 30.  | 11 жовтня 1994    | Циклон-3     | Плесецьк                            | «Океан-4» | успіх           |
| 31.  | 2 листопада 1994  | Циклон-2     | Байконур                            | «Космос-2293» | успіх           |
| 32.  | 4 листопада 1994  | Зеніт-2      | Байконур                            | «Ресурс-01-3» | успіх           |
| 33.  | 24 листопада 1994 | Зеніт-2      | Байконур                            | «Космос-2297» | успіх           |
| 34.  | 29 листопада 1994 | Циклон-3     | Плесецьк                            | «Гео-ІК-1» | успіх           |
| 35.  | 26 грудня 1994    | Циклон-3     | Плесецьк                            | «Космос-2299» «Космос-2300» «Космос-2301» «Космос-2302» «Космос-2303» «Космос-2304» | успіх           |
| 36.  | 8 червня 1995     | Циклон-2     | Байконур                            | «Космос-2313» | успіх           |
| 37.  | 31 серпня 1995    | Циклон-3     | Плесецьк                            | «Січ-1» (Україна), «Fasat-1»(Чилі) | успіх           |
| 38.  | 31 жовтня 1995    | Зеніт-2      | Байконур                            | «Космос-2322» | успіх           |
| 39.  | 20 грудня 1995    | Циклон-2     | Байконур                            | «Космос-2326» | успіх           |
| 40.  | 19 лютого 1996    | Циклон-3     | Плесецьк                            | «Гонец-Д / 1» «Гонец-Д / 2» «Гонец-Д / 3» «Космос-2328» «Космос-2329» «Космос-2330» | успіх           |
| 41.  | 4 вересня 1996    | Зеніт-2      | Байконур                            | «Космос-2333» | успіх           |
| 42.  | 11 грудня 1996    | Циклон-2     | Байконур                            | «Космос-2335» | успіх           |
| 43.  | 14 лютого 1997    | Циклон-3     | Плесецьк                            | «Гонец-Д4», «Гонец-Д5», «Гонец-Д6», «Космос-2337», «Космос-2338» и «Космос-2339». | успіх           |
| 44.  | 20 травня 1997    | Зеніт-2      | Байконур                            | «Целина-2» | аварія          |
| 45.  | 9 грудня 1997     | Циклон-2     | Байконур                            | «Космос-2347» | успіх           |
| 46.  | 15 червня 1998    | Циклон-3     | Плесецьк                            | «Космос-2352», «Космос- 2353», «Космос-2354», «Космос- 2355», «Космос-2356» и «Космос-2357» | успіх           |
| 47.  | 10 липня 1998     | Зеніт-2      | Байконур                            | «FASat Beta», «Techsat 1B», «TMSat», «WESTRAC», «Safir2», «Ресурс-01 N4» | успіх           |
| 48.  | 9 вересня 1998    | Зеніт-2      | Байконур                            | «Globalstar» 7, 8, 9, 10, 11, 12, 13, 16, 17, 18, 20, 21 | аварія          |
| 49.  | 28 березня 1999   | Зеніт-3SL    | Морська стартова платформа «Одісей» | Макет супутника зв'язку «DEMOSAT» | успіх           |
| 50.  | 21 квітня 1999    | Дніпро       | Байконур                            | «УоСат-12», «SSTL»/Англія | успіх           |
| 51.  | 17 липня 1999     | Зеніт-2      | Байконур                            | «Океан-О» | успіх           |
| 52.  | 10 жовтня 1999    | Зеніт-3SL    | Морська стартова платформа «Одісей» | «DIRECTV 1-R» | успіх           |
| 53.  | 26 грудня 1999    | Циклон-2     | Байконур                            | «Космос-2367» | успіх           |
| 54.  | 3 лютого 2000     | Зеніт-2      | Байконур                            | «Космос-2369» | успіх           |
| 55.  | 12 березня 2000   | Зеніт-3SL    | Морська стартова платформа «Одісей» | «ІСО F1» | аварія          |
| 56.  | 29 липня 2000     | Зеніт-3SL    | Морська стартова платформа «Одісей» | PANAMSAT | успіх           |
| 57.  | 25 вересня 2000   | Циклон-2     | Байконур                            | «Космос-2372» | успіх           |
| 58.  | 26 вересня 2000   | Дніпро       | Байконур                            | «MegSat-1», «MegSat»/Італія, «UniSat», Римский університет/ Італія, «SaudiSat-1A», «1B ІКД»/Сауд. Аравія, «TiungSat-1», «ATSB»/Малайзія | успіх           |
| 59.  | 21 жовтня 2000    | Зеніт-3SL    | Морська стартова платформа «Одісей» | «THURAYA» | успіх           |
| 60.  | 27 грудня 2000    | Циклон-3     | Плесецьк                            | 6 супутників зв'язку «Стріла-3» | аварія          |
| 61.  | 19 березня 2001   | Зеніт-3SL    | Морська стартова платформа «Одісей» | «XM RADIO-2» | успіх           |
| 62.  | 5 травня 2001     | Зеніт-3SL    | Морська стартова платформа «Одісей» | «XM RADIO-1» | успіх           |
| 63.  | 31 липня 2001     | Циклон-3     | Плесецьк                            | «Коронас-Ф» | успіх           |
| 64.  | 10 грудня 2001    | Зеніт-2      | Байконур                            | «Метеор 3М», «Компас», «Рефлектор», «MarocTubsat», «Badr-R» | успіх           |
| 65.  | 21 грудня 2001    | Циклон-2     | Байконур                            | «Космос-2383» | успіх           |
| 66.  | 28 грудня 2001    | Циклон-3     | Плесецьк                            | «Космос-2384», «Космос-2385», «Космос-2386», «Гонець-Д1» № 10, «Гонець-Д1» № 11 и «Гонець-Д1» № 12 | успіх           |
| 67.  | 15 червня 2002    | Зеніт-3SL    | Морська стартова платформа «Одісей» | «Galaxy IIIC» | успіх           |
| 68.  | 20 грудня 2002    | Дніпро       | Байконур                            | «LatinSat-A», «LatinSat-B» (Аргентина), «UniSat-2» (Італія), «SaudiSat-1C» (Саудівська Аравія), «Rubin-2» (Німеччина), «TrailBlazer» | успіх           |
| 69.  | 10 червня 2003    | Зеніт-3SL    | Морська стартова платформа «Одісей» | «Thuraya-2» | успіх           |
| 70.  | 8 серпня 2003     | Зеніт-3SL    | Морська стартова платформа «Одісей» | «Echostar-IX» | успіх           |
| 71.  | 10 жовтня 2003    | Зеніт-3SL    | Морська стартова платформа «Одісей» | «Galaxy-13» | успіх           |
| 72.  | 11 січня 2004     | Зеніт-3SL    | Морська стартова платформа «Одісей» | «Telstar 14»/ «Estrela do Sul 1» | успіх           |
| 73.  | 4 травня 2004     | Зеніт-3SL    | Морська стартова платформа «Одісей» | «Direc TV-7S» | успіх           |
| 74.  | 28 травня 2004    | Циклон-2     | Байконур                            | «Космос-2407» | успіх           |
| 75.  | 10 червня 2004    | Зеніт-2      | Байконур                            | «Космос-2406» | успіх           |
| 76.  | 29 червня 2004    | Дніпро       | Байконур                            | «Деметр», «УніСат-3», «СаудіСат-2», «СаудіКомсат-1», «СаудіКомсат-2», «ЛатінСат-С», «ЛатінСат-D», «АМСат-Эхо» | успіх           |
| 77.  | 29 червня 2004    | Зеніт-3SL    | Морська стартова платформа «Одісей» | «Telstar 18» | частковий успіх |
| 78.  | 24 грудня 2004    | Циклон-3     | Плесецьк                            | Січ-1М, Мікросупутник КС5МФ2 | успіх           |
| 79.  | 1 березня 2005    | Зеніт-3SL    | Морська стартова платформа «Одісей» | «ХМ Radio-3» | успіх           |
| 80.  | 26 квітня 2005    | Зеніт-3SL    | Морська стартова платформа «Одісей» | «Spaceway-F1» | успіх           |
| 81.  | 23 червня 2005    | Зеніт-3SL    | Морська стартова платформа «Одісей» | «Intelsat Americas-8» | успіх           |
| 82.  | 24 серпня 2005    | Дніпро       | Байконур                            | «OISETS», «INDEX» | успіх           |
| 83.  | 8 листопада 2005  | Зеніт-3SL    | Морська стартова платформа «Одісей» | «Inmarsat 4-F2» | успіх           |
| 84.  | 16 лютого 2006    | Зеніт-3SL    | Морська стартова платформа «Одісей» | «EchoStar — X» | успіх           |
| 85.  | 13 квітня 2006    | Зеніт-3SL    | Морська стартова платформа «Одісей» | «JCSAT-9» | успіх           |
| 86.  | 18 червня 2006    | Зеніт-3SL    | Морська стартова платформа «Одісей» | «GALAXY-16» | успіх           |
| 87.  | 25 червня 2006    | Циклон-2     | Байконур                            | «Космос-2421» | успіх           |
| 88.  | 12 липня 2006     | Дніпро       | Ясний                               | «Генезіс-1» | успіх           |
| 89.  | 26 липня 2006     | Дніпро       | Байконур                            | «Бауманець», «БелКА». | аварія          |
| 90.  | 22 серпня 2006    | Зеніт-3SL    | Морська стартова платформа «Одісей» | «Koreasat-5» | успіх           |
| 91.  | 31 жовтня 2006    | Зеніт-3SL    | Морська стартова платформа «Одісей» | «XM 4» | успіх           |
| 92.  | 31 січня 2007     | Зеніт-3SL    | Морська стартова платформа «Одісей» | «NSS-8» | аварія          |
| 93.  | 17 квітня 2007    | Дніпро       | Байконур                            | «ЄгиптСат-1» | успіх           |
| 94.  | 15 червня 2007    | Дніпро       | Байконур                            | «Terra Sar-X» | успіх           |
| 95.  | 28 червня 2007    | Дніпро       | Ясний                               | «Генезіс II» | успіх           |
| 96.  | 29 червня 2007    | Зеніт-2      | Байконур                            | «Космос» | успіх           |
| 97.  | 15 січня 2008     | Зеніт-3SL    | Морська стартова платформа «Одісей» | «Thuraya-3» | успіх           |
| 98.  | 20 березня 2008   | Зеніт-3SL    | Морська стартова платформа «Одісей» | «DirecTV-11» | успіх           |
| 99.  | 28 квітня 2008    | Зеніт-3SLБ   | Байконур                            | «AMOS-3» | успіх           |
| 100. | 21 травня 2008    | Зеніт-3SL    | Морська стартова платформа «Одісей» | «Galaxy 18» | успіх           |
| 101. | 16 липня 2008     | Зеніт-3SL    | Морська стартова платформа «Одісей» | «EchoStar X» | успіх           |
| 102. | 29 серпня 2008    | Дніпро       | Байконур                            | 5 супутників «RapidEye» | успіх           |
| 103. | 24 вересня 2008   | Зеніт-3SL    | Морська стартова платформа «Одісей» | «Galaxy 19» | успіх           |
| 104. | 1 жовтня 2008     | Дніпро       | Ясний                               | «THEOS» | успіх           |
| 105. | 30 січня 2009     | Циклон-3     | Плесецьк                            | «Коронас-Фотон» | успіх           |
| 106. | 26 лютого 2009    | Зеніт-3SLБ   | Байконур                            | «Telstar 11N» | успіх           |
| 107. | 20 квітня 2009    | Зеніт-3SL    | Морська стартова платформа «Одісей» | «Sicral 1B» | успіх           |
| 108. | 22 червня 2009    | Зеніт-3SLБ   | Байконур                            | «Measat-1R» | успіх           |
| 109. | 29 липня 2009     | Дніпро       | Байконур                            | «ДубайСат-1» (ОАЕ), «Деймос-1» (Іспанія), «ЮК ДМС-2» (Велика Британія), «НаноСат-1В» (Іспанія), «АпрайзСат-3» и «АпрайзСат-4» (США). | успіх           |
| 110. | 30 листопада 2009 | Зеніт-3SLБ   | Байконур                            | Американський космічний апарат «Intelsat-15» | успіх           |
| 111. | 8 квітня 2010     | Дніпро       | Байконур                            | Європейський науковий супутник «КріоСаТ-2» (CryoSat 2) | успіх           |
| 112. | 15 червня 2010    | Дніпро       | Ясний                               | Космічні апарати «Призма» Шведської космічної корпорації (SSC), «Пікард» Французького космічного агентства (CNES), український блок перспективної авіоніки (БПА) для системи керування РН «Циклон-4» та перспективних ракет-носіїв                                              | успіх           |
| 113. | 21 червня 2010    | Дніпро       | Байконур                            | «TanDEM-X» | успіх           |
| 114. | 20 січня 2011     | Зеніт-3SLБ   | Байконур                            | Російський метеорологічний космічний апарат «Електро-Л» | успіх           |
| 115. | 18 липня 2011     | Зеніт-3SLБ   | Байконур                            | «Спектр-Р» | успіх           |
| 116. | 17 серпня 2011    | Дніпро       | Ясний                               | «Січ-2», «БПА-2», «НігеріяСат-2», «НігеріяСат-Х», «РАСАТ», «ЕДУСАТ», «АппрайзСат-5», «АппрайзСат-6» | успіх           |
| 117. | 24 вересня 2011   | Зеніт-3SL    | Морська стартова платформа «Одісей» | «Atlantic Bird 7» | успіх           |
| 118. | 6 жовтня 2011     | Зеніт-3SLБ   | Байконур                            | «Intelsat-18» | успіх           |
| 119. | 9 листопада 2011  | Зеніт-3SLБ   | Байконур                            | «Фобос-Ґрунт» | частковий успіх |
| 120. | 13 лютого 2012    | VEGA         | Куру                                | «AlmaSAT-1», «LARES» (Італія), 7 мікросупутників «CubeSat» (США) | успіх           |
| 121. | 1 червня 2012     | Зеніт-3SL    | Морська стартова платформа «Одісей» | «Intelsat-19» | успіх           |
| 122. | 19 серпня 2012    | Зеніт-3SL    | Морська стартова платформа «Одісей» | «Intelsat-21» | успіх           |
| 123. | 3 грудня 2012     | Зеніт-3SL    | Морська стартова платформа «Одісей» | «Eutelsat 70B» | успіх           |
| 124. | 1 лютого 2013     | Зеніт-3SL    | Морська стартова платформа «Одісей» | «Intelsat-27» | аварія          |
| 125. | 21 квітня 2013    | Антарес      | Воллопс                             | Макет з масою «Cygnus» | успіх           |
| 126. | 7 травня 2013     | VEGA         | Куру                                | «VNREDSat-1», «ESTCube-1», «PROBA-V» | успіх           |
| 127. | 22 серпня 2013    | Дніпро       | Ясний                               | «КомпСат-5» | успіх           |
| 128. | 31 серпня 2013    | Зеніт-3SLБ   | Байконур                            | «AMOS-4» | успіх           |
| 129. | 18 вересня 2013   | Антарес      | Воллопс                             | Справжній «Cygnus» | успіх           |
| 130. | 21 листопада 2013 | Дніпро       | Ясний                               | «DubaiSat-2» (ОАЕ), «SkySat-1», «AprizeSat-7/8» (США), «GOMX-1» (Данія), «WNISat» (Японія), «BRITE-Poland» (Польща), контейнери «ISIPod» (Нідерланди) з космічними апаратами «Cubesat», «STSat-3» (Корея), «UniSat-5» (Італія) та блок перспективної авіоніки «БПА-3» (Україна) | успіх           |
| 131. | 9 січня 2014      | Антарес      | Воллопс                             | «Cygnus CRS Orb-1» | успіх           |
| 132. | 30 квітня 2014    | VEGA         | Куру                                | «KazEOSat-1» | успіх           |
| 133. | 27 травня 2014    | Зеніт-3SL    | Морська стартова платформа «Одісей» | «EutelSat ЗВ» | успіх           |
| 134. | 19 червня 2014    | Дніпро       | Ясний                               | Кластер з 33 супутників, в тому числі «KazEOSat-2», «PolyITAN-1» | успіх           |
| 135. | 13 липня 2014     | Антарес      | Воллопс                             | «Cygnus» | успіх           |
| 136. | 28 жовтня 2014    | Антарес      | Воллопс                             | «Cygnus» із вантажем для міжнародної космічної станції в 2,5 тонни | аварія          |
| 137. | 6 листопада 2014  | Дніпро       | Ясний                               | «ASNARO», «Hodoyoshi-1», «ChubuSat-l», «TSUBAME», «Qsat-EOS» | успіх           |
| 138. | 11 лютого 2015    | VEGA         | Куру                                | «IXV» | успіх           |
| 139. | 26 березня 2015   | Дніпро       | Ясний                               | «КОМПСАТ-3А» | успіх           |
| 140. | 23 червня 2015    | VEGA         | Куру                                | «Sentinel-2A» | частковий успіх |
| 141. | 3 грудня 2015     | VEGA         | Куру                                | «LISA Pathfinder» | успіх           |
| 142. | 11 грудня 2015    | Зеніт-3SLБФ  | Байконур                            | «Електро-Л» №2 | успіх           |
| 144. | 16 вересня 2016   | VEGA         | Куру                                | «PeruSat-1», «SkySat-4», «SkySat-5», «SkySat-6», «SkySat-7» | успіх           |
| 145. | 18 жовтня 2016    | Антарес      | Воллопс                             | «Cygnus» із вантажем для міжнародної космічної станції в 2,3 тонни | успіх           |
| 146. | 5 грудня 2016     | VEGA         | Куру                                | «Gokturk-1» | успіх           |
| 147. | 7 березня 2017    | VEGA         | Куру                                | «Sentinel-2B» | успіх           |
| 148. | 2 серпня 2017     | VEGA         | Куру                                | «OPTSAT-3000 Venµs» | успіх           |
| 149. | 8 листопада 2017  | VEGA         | Куру                                | «Mohammed VI-A» | успіх           |
| 150. | 12 листопада 2017 | Антарес      | Воллопс                             | «Cygnus» | успіх           |
| 151. | 26 грудня 2017    | Зеніт-3SLBФ  | Байконур                            | «Angosat-1» | успіх           |
| 152. | 21 травня 2018    | Антарес      | Воллопс                             | «Cygnus OA-9E», «CubeRRT», «HaloSat», «Radix», «RaInCube», «TEMPEST-D», «Aerocube 12A», «Aerocube 12B», «RadSat-g», «EQUiSat», «MemSat», «EnduroSat One» й чотири «Lemur-2» | успіх           |
| 153. | 22 серпня 2018    | VEGA         | Куру                                | «ADM-Aeolus» | успіх           |
| 154. | 17 листопада 2018 | Антарес      | Воллопс                             | «Cygnus NG-10», «CHEFSat 2», «Kicksat 2», «MYSAT 1» | успіх           |
| 155. | 21 листопада 2018 | VEGA         | Куру                                | «Mohammed VI-B» | успіх           |
| 156. | 22 березня 2019   | VEGA         | Куру                                | «PRISMA» | успіх           |
| 157. | 17 квітня 2019    | Антарес      | Воллопс                             | «Cygnus OA-9E», «SASSI²», «BIRD-JPN», «BIRD-LKA», «BIRD-NPL», «ThinSat-1», «VCC A, B, C», «KRAKsat», «Światowid», «SpooQy 1», «IOD-GEMS», «EntrySat», «Aerocube-10a, b», «Seeker»                                                                                               | частковий успіх |
| 158. | 11 липня 2019     | VEGA         | Куру                                | «Falcon Eye» | аварія          |
| 159. | 2 листопада 2019  | Антарес      | Воллопс                             | «Cygnus OA-9E», «STPSAT-4», «HARP», «Phoenix», «RadSat-u», «SOCRATES», «MVP-Argus», «HuskySat-1», «SwampSat-2», «AeroCube 14A, B», «AeroCube 15A, B», «Orbital Factory 2» | успіх           |
| 160. | 17 лютого 2020    | Антарес      | Воллопс                             | «Cygnus NG-13», «Red-Eye 2», «Red-Eye 3», «DeMi», «TechEdSat-10» | успіх           |
| 161. | 3 вересня 2020    | VEGA         | Куру                                | 7 мікро- і 46 наносупутників (кубсатів) | успіх           |
| 162. | 3 жовтня 2020     | Антарес      | Воллопс                             | «Cygnus NG-14», «Bobcat-1», «NEUTRON-1», «SPOC», «Lemur-2», «DESCENT», «SATLLA-1» | успіх           |
| 163. | 17 листопада 2020 | VEGA         | Куру                                | «SEOSat-Ingenio», «Taranis» | аварія          |
| 164. | 20 лютого 2021    | Антарес      | Воллопс                             | «Cygnus NG-15», «MMSATS-1», 9 «ThinSat-2», «GuaraníSat-1», «Gunsmoke-J 2», «HIROGARI», «IT-SPINS», «ORCA-7», «Maya-2», «MYSat-2», «RSP-01», «STARS-EC», «TAU-SAT1», «TSURU», «WARP-01» і засекречений CubeBox США                                                               | успіх           |
| 165. | 29 квітня 2021    | VEGA         | Куру                                | «Pléiades Neo 3», «NorSat-3», «AII-Bravo», «ELO Alpha» й два «Lemur-2» | успіх           |
| 166. | 11 серпня 2021    | Антарес      | Воллопс                             | «Cygnus NG-16», «PIRPL» | успіх           |
| 167. | 17 серпня 2021    | VEGA         | Куру                                | «Pléiades Neo 4», «BRO-4», «LEDSAT», «RADCUBE» і «SUNSTORM» | успіх           |
| 168. | 16 листопада 2021 | VEGA         | Куру                                | 3 «CERES» | успіх           |
| 169. | 19 лютого 2022    | Антарес      | Воллопс                             | «Cygnus NG-17», «IHI-SAT», «KITSUNE», «NACHOS» | успіх           |
| 170. | 11 серпня 2022    | VEGA-С       | Куру                                | «LARES-2», «AstroBio CubeSat», «GreenCube», «TRISAT R», «CELESTA», «MTCube 2», «ALPHA» | успіх           |

## Галерея

### Фото та схеми ракет-носіїв

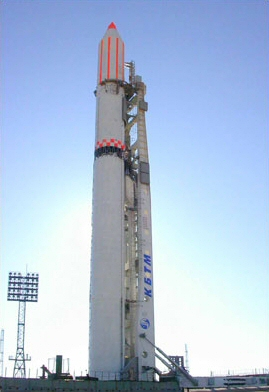
Зеніт-2 готовий до запуску 10 грудня 2001, Байконур
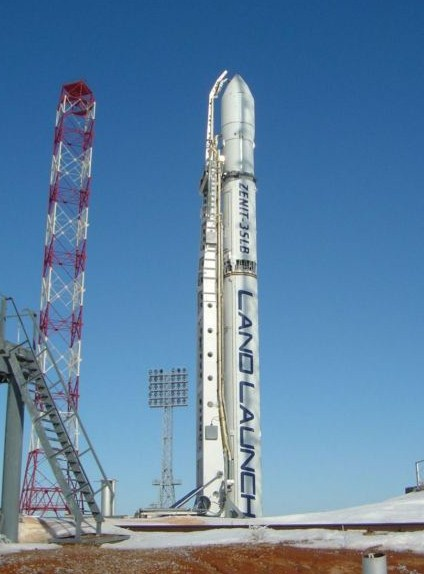
Зеніт-3SLБ.
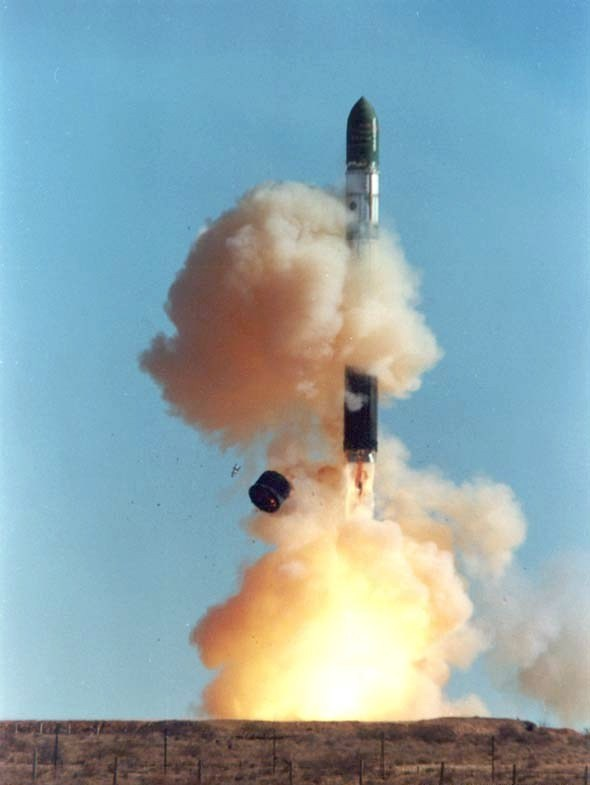
Запуск Дніпра
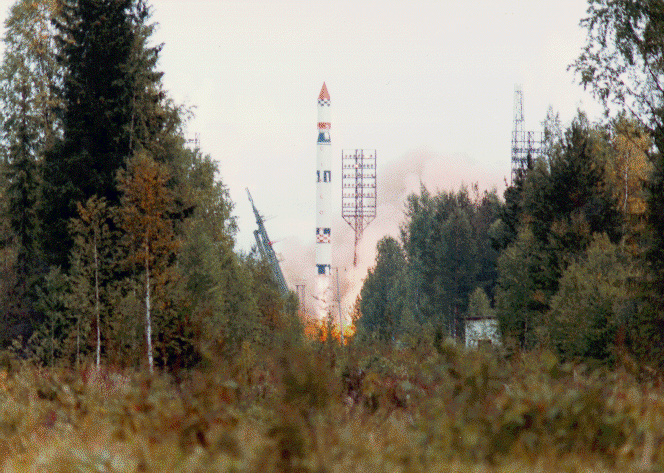
Запуск Циклона-3.
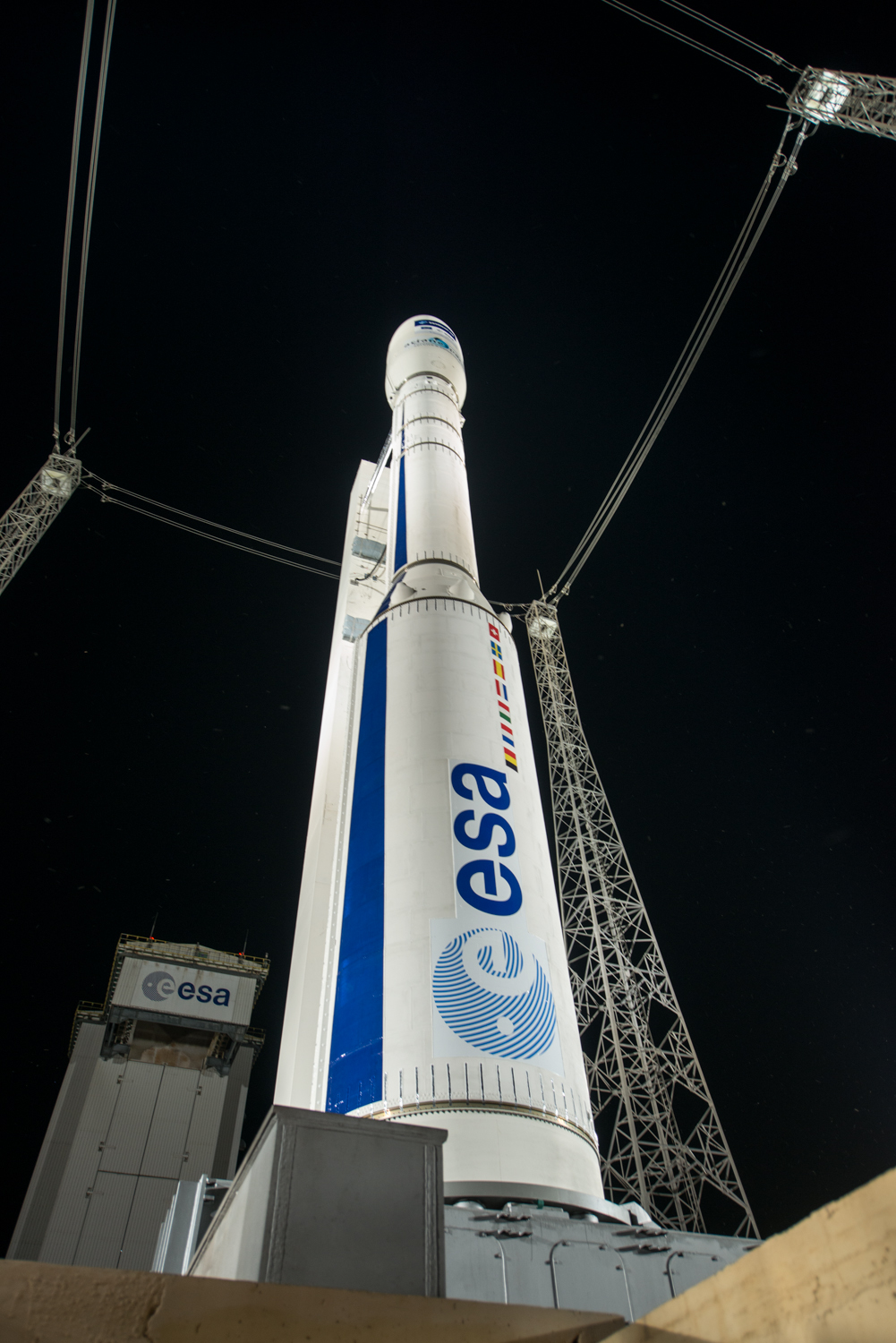
VEGA перед запуском
Схема Зеніт-3SL
Схема Циклона-3.
Схема Зеніт-3SLБ
Схема Циклона-2.
Схема VEGA.

### У нумізматиці та філателії

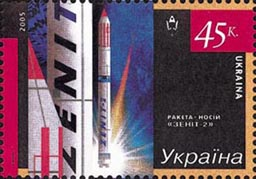
Ракета-носій «Зеніт-2» на поштовій марці України, 2005 р.
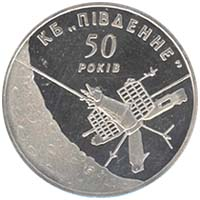
Ювілейна монета НБУ "50 років КБ Південне" з зображенням супутника Січ-1М
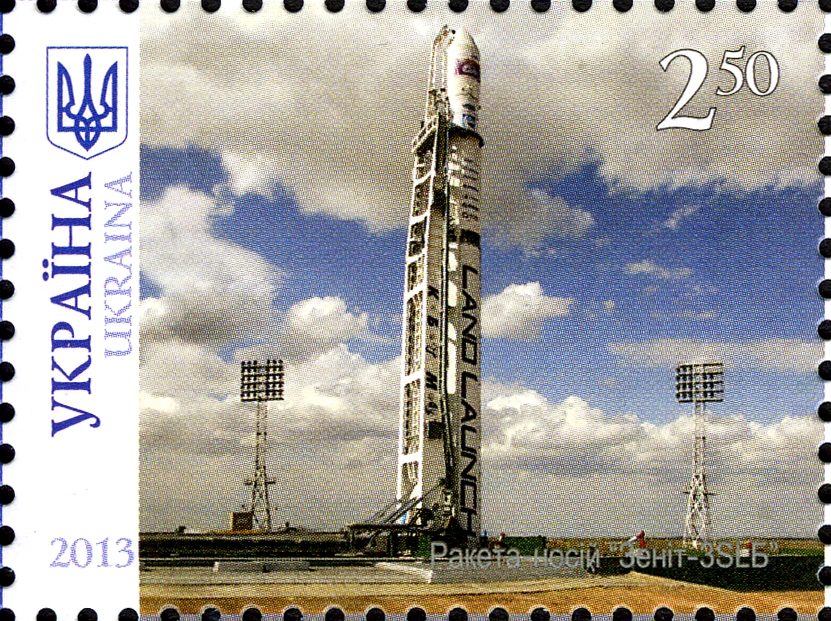
Ракета-носій «Зеніт-3SLБ» на поштовій марці України, 2013 р.
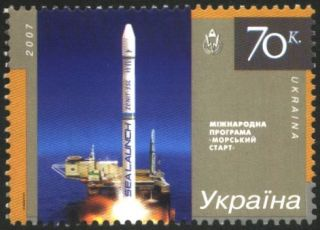
"Морський старт", марка 2007 року.
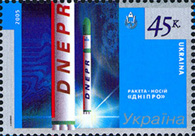
Ракета-носій «Дніпро» на поштовій марці України, 2005 р.
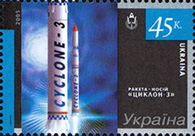
Ракета-носій «Циклон-3» на поштовій марці України, 2005 р.
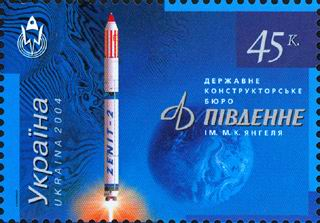
Марка присвячена «КБ Південне» 2004 р.
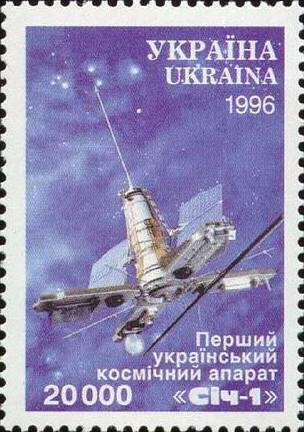
«Січ-1» на марці 2000 р.